# Imperatore Zhang
Imperatore Zhang 漢章帝, Hàn Zhāng Dì, (56 – 9 aprile 88) è stato un imperatore cinese della dinastia Han che governò dal 75 all'88.
Terzo imperatore degli Han orientali, fu un imperatore laborioso e diligente: ridusse le tasse e anche la spesa pubblica, prestò molta attenzione a tutti gli affari di stato e promosse il confucianesimo. Di conseguenza, la società Han prosperò e la sua cultura fiorì durante il suo regno. Insieme a quello di suo padre, l'imperatore Ming, il regno dell'imperatore Zhang fu molto lodato ed è considerato l'età d'oro del periodo Han orientale, e i loro regni sono noti collettivamente come i regni di Ming e Zhang.
Durante il suo regno, le truppe cinesi, sotto la guida del generale Ban Chao, avanzarono verso ovest mentre inseguivano gli insorti di Xiongnu che molestavano le rotte commerciali ora conosciute collettivamente come la Via della seta.
La dinastia Han orientale, dopo l'imperatore Zhang, sarebbe stata afflitta da conflitti interni tra fazioni reali ed eunuchi in lotta per il potere. La gente del secolo e mezzo seguente rimpiangeva i bei giorni degli imperatori Ming e Zhang. Tuttavia, parte del conflitto proveniva dal potere ottenuto dai clan delle consorti e il precedente era stato stabilito dal conferimento del potere da parte dell'Imperatore Zhang sia al clan della madre adottiva, l'Imperatrice Dowager Ma, sia al clan di sua moglie, l'Imperatrice Dou.

## Contesto familiare
L'allora principe Da nacque nel 56 dall'allora principe ereditario Liu Zhuang e da una delle sue consorti, la consorte Jia. Come preferita del principe ereditario Zhang, la consorte Ma, la zia della consorte Jia (la sorella di sua madre), non aveva figli e su istruzione del principe ereditario Zhang, adottò il principe Da come suo figlio. Il principe Da crebbe quindi considerando la consorte Ma come sua madre, e nonostante sapesse chiaramente che la consorte Jia era la sua madre naturale, non la trattò mai come madre.
Nel 57, il nonno del principe Da, imperatore Guangwu, morì e suo padre, il principe ereditario Zhuang, salì al trono come imperatore Ming. Nel 60, per volere di sua madre l'imperatrice vedova Yin Lihua, l'imperatore Ming creò imperatrice la consorte Ma e il principe Da, suo figlio, divenne principe ereditario, anche se aveva quattro fratelli più grandi di lui.

## Principe ereditario
Non esiste molto sulla sua vita precedente, a parte il fatto che gli erano stati insegnati i classici confuciani in giovane età ed era stato incoraggiato nei suoi studi dalla madre adottiva, l'imperatrice Ma, con la quale aveva una stretta relazione. Era anche vicino ai suoi zii del clan Ma.
Nel 75, l'imperatore Ming morì e il principe ereditario Da salì al trono come imperatore Zhang all'età di 18 anni. L'imperatrice Ma ricevette il titolo di imperatrice vedova.

## Regno
L'imperatore Zhang continuò le tendenze laboriose di suo padre come imperatore, ma era più indulgente del severo padre. Cercò funzionari onesti e li promosse, e lui stesso visse in modo parsimonioso. Era generalmente umile e onorava gli alti funzionari che avevano servito fedelmente suo nonno e suo padre.
Nel 76, su suggerimento del suo consigliere Yang Zhong (楊終) e del primo ministro Diwu Lun (第五倫), l'imperatore Zhang ordinò che le campagne di Xiyu, lo Xinjiang moderno ed ex Asia centrale sovietica, di suo padre fossero abbandonate. Tuttavia, uno dei generali Han a Xiyu, Ban Chao, vedendo l'importanza di mantenere la presenza Han a Xiyu, rifiutò di ritirarsi e l'Imperatore Zhang alla fine cedette e mise Ban a capo delle operazioni degli Han a Xiyu.
Essendo vicino ai suoi zii Ma, l'imperatore Zhang voleva crearli marchesi sin dall'inizio del suo regno. Questa volontà venne inizialmente respinta dall'imperatrice vedova Ma, che la trovava inappropriata. Nel 79, tuttavia, li creò marchesi superando la sua obiezione e anche a seguito delle loro richieste di essere resi marchesi.
Nel 77, l'imperatore Zhang prese una figlia di sua cugina, la principessa Piyang (沘陽公主) e pronipote dello statista Dou Rong (竇融), in qualità di consorte. L'amava molto e nel 78 la creò imperatrice consorte Dou.
Nel 79, l'imperatrice vedova Ma, che gli aveva dato molti buoni consigli, morì. Anche dopo la sua morte, l'imperatore Zhang non onorò la madre naturale consorte Jia come fece con la sua madre adottiva, ma le permise semplicemente di assumere lo stile di una principessa imperiale.

## Intrighi di palazzo
Dopo la morte di sua madre, l'imperatore Zhang continuò a essere un imperatore diligente, ma all'interno del palazzo ci furono molte lotte tra l'imperatrice Dou e le altre consorti imperiali, che avrebbero creato instabilità politica nel tempo.
Mentre l'imperatrice vedova Ma era viva, scelse due figlie di Song Yang (宋楊) come consorti dell'imperatore Zhang. Nel 78, l'anziana consorte Song diede alla luce un figlio di nome Liu Qing, e poiché l'imperatrice Dou era senza figli, il principe Qing divenne principe ereditario nel 79. Le consorti Song furono molto apprezzate dall'imperatrice vedova Ma.
Nel 79, tuttavia, l'imperatrice Dou (forse ricordando l'esempio dell'Imperatrice Dowager Ma) adottò il figlio di un'altra consorte imperiale, la consorte Liang, Liu Zhao, come suo figlio, e complottò, insieme a sua madre, la principessa Piyang e ai suoi fratelli, per far diventare principe ereditario suo figlio adottivo. Dopo la morte dell'Imperatrice Dowager Ma, mise in atto il suo piano e chiese ai suoi fratelli di raccogliere dossier sui difetti del clan Song mentre corrompeva i servi e gli eunuchi delle consorti Song per documentarsi sui loro difetti.
Nell'82 arrivò un'opportunità per l'imperatrice Dou. La consorte più anziana Song si era ammalata e, nella sua malattia, desiderava ardentemente della cuscuta cruda e chiese alla sua famiglia di portargliene. L'imperatrice Dou sequestrò la cuscuta e accusò ingiustamente le consorti Song di usarla per stregoneria. L'imperatore Zhang andò su tutte le furie ed espulse il principe ereditario Qing dal palazzo. Fece arrestare e interrogare le consorti Song dall'eunuco Cai Lun. Queste, vistesi in gravi difficoltà, si suicidarono con il veleno. Il principe ereditario Qing fu deposto, creò il principato di Qinghe e fu sostituito dal principe Zhao come principe ereditario. Il principe Zhao, tuttavia, era molto amico di suo fratello e i due spesso trascorrevano del tempo insieme.
Le sorelle Song non sarebbero state le uniche vittime dell'Imperatrice Dou. Dopo che il principe Zhao fu nominato principe ereditario, il clan della madre naturale, i Liang, non osò celebrare apertamente, ma fu segretamente molto felice. Quando i componenti del clan Dou vennero a sapere la cosa, rimasero dispiaciuti e timorosi, e sentirono che dovevano distruggere i Liang. L'imperatrice Dou iniziò a fornire false notizie sulla madre naturale del principe Zhao, la consorte Liang, e sua sorella, anche lei una consorte imperiale, che persero il favore dell'imperatore Zhang. Nell'83, il clan Dou presentò inoltre false accuse anonime contro il padre delle consorti Liang, Liang Song (梁竦), facendolo morire in prigione. Le consorti Liang morirono poi di tristezza e paura.
Alla fine, i Dou avrebbero ottenuto i loro obiettivi di diventare ancora più potenti di quanto non fossero. Sempre nell'83, l'imperatore Zhang, avendo visto che i suoi cugini Ma non stavano seguendo la legge, smise di favorire i suoi zii Ma e li rimandò alle loro marche. I fratelli dell'imperatrice, Dou Dou Xian (竇憲) e Dou Du (竇篤), presero il sopravvento nella struttura del potere. Era la prima volta nella storia Han che il clan dell'imperatrice, piuttosto che il clan dell'imperatrice vedova, era il clan consorte più potente. Questa tendenza prevalse per il resto della dinastia Han orientale e si sarebbe rivelata una fonte di corruzione.

## Tardo regno
Tuttavia, lo stesso imperatore Zhang rimase abbastanza diligente e di mentalità aperta. Ad esempio, nell'84, due studenti universitari, Kong Xi (孔僖) e Cui Yin (崔駰), furono accusati di aver criticato in modo velato l'imperatore Zhang e in modo improprio il suo antenato l'imperatore Wu; l'imperatore Zhang accettò la lettera che Kong aveva presentato in sua difesa e lo nominò un ufficiale nella sua amministrazione.
Nell'86, i Qiang (羌) iniziarono a ribellarsi e, pur pacificati abbastanza rapidamente, questo fu un cattivo presagio per i decenni a venire, poiché i Qiang, maltrattati frequentemente dai funzionari Han, si sarebbero ribellati costantemente per tutto il resto della dinastia Han orientale e sarebbero diventati un fattore importante nel declino dell'Impero Han.
Nell'88, l'imperatore Zhang morì all'età di 32 anni e gli succedette il principe ereditario Zhao, che divenne l'imperatore He.

## Famiglia
Consorti:
- Imperatrice Zhangde, del clan Dou di Fufeng (章德皇后 扶風竇氏; m. 97), prima cugina
- Imperatrice Gonghuai, del clan Liang di Anding (恭懷皇后 安定梁氏; 61-83)
  - Liu Zhao, imperatore Xiaohe (孝和皇帝 劉肇; 79-106), quarto figlio
- Imperatrice Jingyin, del clan Song (敬隱皇后 宋氏; 58-78)
  - Liu Qing, imperatore Xiaode (孝德皇 劉慶; 78-106), terzo figlio
- Guiren, del clan Shen (貴人 申氏)
  - Liu Shou, principe Hui di Jibei (濟北惠王 劉壽; m. 120), quinto figlio
  - Liu Kai, imperatore Xiaomu (孝穆皇 劉開; m. 131), sesto figlio
- Sconosciuta
  - Liu Kang, principe Zhen di Qiancheng (千乘貞王 劉伉; m. 93), primo figlio
  - Liu Quan, principe Dao di Pingchun (平春悼王 劉全; m. 79), secondo figlio
  - Liu Shu, principe Huai di Chengyang (城陽懷王 劉淑; m. 94), settimo figlio
  - Liu Wansui, principe Shang di Guangzong (廣宗殤王 劉萬歲; m. 90), ottavo figlio
  - Principessa Wude (武德公主), nome personale Nan (男), prima figlia
  - Principessa Pingyi (平邑公主), nome personale Wang (王), seconda figlia
    - Sposò Feng You (馮由)

  - Principessa Yin'an (陰安公主), nome personale Ji (吉), terza figlia